# افسانه هیسپانیا
افسانه هیسپانیا (اسپانیایی: Hispania, la leyenda‎) یک مجموعه تلویزیونی اسپانیایی به سبک تاریخی در شبه‌جزیره ایبری در قرن دوم است. این سریال در ۲۵ اکتبر سال ۲۰۱۰ منتشر شد.
فصل اول آن شامل ۹ قسمت، فصل دوم ۸ قسمت و فصل سوم آن متشکل از ۳ قسمت می‌باشد. هر قسمت آن حدود یک ساعت است.
فصل ۱ در سال ۲۰۱۰، فصل دوم در سال ۲۰۱۱ و فصل سوم در سال ۲۰۱۲ از شبکه آنتن سه پخش شد.

## فصل‌ها
| فصل | فصل | تعداد قسمت | آغاز          | پایان          | میانگین مخاطبان | میانگین مخاطبان | میانگین مخاطبان |
| فصل | فصل | تعداد قسمت | آغاز          | پایان          | بینندگان        | اشتراک گذاشتن   |                 |
| --- | --- | ---------- | ------------- | -------------- | --------------- | --------------- | --------------- |
|     | ۱   | ۹          | ۲۵ اکتبر ۲۰۱۰ | ۱۱ ژانویه ۲۰۱۱ | ۴۳۶۱۰۰۰         | ۲۲٬۹٪           |                 |
|     | ۲   | ۸          | ۱۱ مه ۲۰۱۱    | ۲۸ ژوئن ۲۰۱۱   | ۲۷۹۵۰۰۰         | ۱۵٬۰٪           |                 |
|     | ۳   | ۳          | ۱۱ ژوئن ۲۰۱۲  | ۲۵ ژوئن ۲۰۱۲   | ۲۲۸۵۰۰۰         | ۱۳٬۰٪           |                 |
| کل  | کل  | ۲۰         | ۲۵ اکتبر ۲۰۱۰ | ۲۵ ژوئن ۲۰۱۲   | ۳۱۴۷۰۰۰         | ۱۷٬۰٪           |                 |